# Mellicta melangraphata
Mellicta melangraphata är en fjärilsart som beskrevs av Beuret 1933. Mellicta melangraphata ingår i släktet Mellicta och familjen praktfjärilar. Inga underarter finns listade i Catalogue of Life.